# Wouterus Beukers
Wouterus Beukers (Bunschoten, 26 september 1819 - aldaar, 27 maart 1896) was van 1847 tot 1896 burgemeester van de Nederlandse gemeente Bunschoten.
Wouter was de jongste zoon van het het hoofd van de openbare school, Philippus Jacobus Beukers en diens vrouw Cornelia Beunck. Na een tijd als schoolmeester te hebben gewerkt was hij enkele jaren secretaris bij de gemeente. In 1847 volgde hij schout Zeger Hoolwerf op als burgemeester en woonde op het adres Dorpsstraat 18. Hij was lid van de ARP en was van 1860 tot 1889 bestuurder van het hoogheemraadschap Bunschoter Veen- en Veldendijk. In 1896 werd hij na 46 jaar burgemeesterschap opgevolgd door partijgenoot Leendert van Duijn (ARP), die in 1897 de nieuwe burgemeesterswoning betrok op het adres Dorpsstraat 90.
Beukers huwde tweemaal, kreeg bij elk van zijn echtgenotes een kind, maar beide kinderen stierven jong. Hij werd begraven in Bunschoten op begraafplaats 'Memento Mori'.